# Ford Mainline
Der Ford Mainline war ein PKW-Modell von Ford, das von 1952 bis 1956 in den USA gebaut wurde. In diesen Jahren war der Mainline das Basismodell; parallel gab es die besser ausgestatteten Modelle Customline (die mittlere Ausstattung) und das Spitzenmodell, das bis 1954 Crestline und danach Fairlane genannt wurde.

## Modelle Jahr für Jahr

### Modelle A2, B2, A3, B3, A4 und U4 (1952–1954)
Der Mainline wurde im Februar 1952 als einer der Nachfolger des Ford Deluxe präsentiert. Er war entweder mit einem neuen, obengesteuerten Sechszylinder-Reihenmotor mit 3.523 cm³ ausgestattet, der bei 3.500/min. 101 bhp (75 kW) abgab, oder mit dem vom Vorgänger bekannten V8-Motor mit 3.916 cm³ Hubraum, der auf 110 bhp (81 kW) bei 3.800/min. erstarkt war.
Der Mainline war als 2- oder 4-türige Limousine, als 2-türiges Coupé und als 3-türiger Kombi (Ranch Wagon) verfügbar.
Im Folgejahr wurden die Wagen ohne große Veränderungen weitergebaut. Lediglich der Kombi mit Sechszylindermotor fiel weg. Auch 1954 gab es an den Karosserien nur kosmetische Veränderungen; es bestand aber wieder die Möglichkeit, den Kombi mit Sechszylindermotor zu erhalten. Dieser Sechszylindermotor war neu und entwickelte aus 3.654 cm³ Hubraum eine Leistung von 115 bhp (85 kW) bei 3.900/min. Um den gebührenden Abstand zu wahren, stieg die Leistung des V8 ebenfalls auf 130 bhp (96 kW) bei 4.200/min.
Insgesamt entstanden in drei Jahren 700.305 Mainline der 1. Serie.

### Modelle A5, U5, A6 und U/M/P-6 (1955–1956)
Im Oktober 1954 wurde die zweite Serie des Mainline vorgestellt. Sie war komplett überarbeitet worden und die flacheren, breiteren und längeren Fahrzeuge zeigten kleine Heckflossen. Der Sechszylindermotor hatte eine Leistungsspritze bekommen und lieferte jetzt 120 bhp (88 kW) bei 4.000/min. Der V8-Motor war auf 4.457 cm³ aufgebohrt worden und leistete nun 162 bhp (119 kW) bei 4.400/min. Als Option gab es ein „Powerpack“, das aus einer Viervergaseranlage bestand und für 182 bhp (134 kW) bei ebenfalls 4.400/min. sorgte.
Die zweite Serie des Mainline war 1955 als 2- oder 4-türige Limousine, sowie als 2-türiges Coupé, verfügbar. Die Kombis bildeten eine eigene Station-Wagon-Serie. 1956 gab es wiederum nur geringe Veränderungen. Der Sechszylindermotor leistete 137 bhp (101 kW) bei 4.200/min. und der V8 brachte es auf 173 bhp (127 kW) bei 4.400/min. Die Hochleistungsvariante fiel weg, aber die Wagen mit Getriebeautomatik (Ford-O-Matic) leisteten 3 bhp mehr.
Von der zweiten Serie des Mainline entstanden 291.743 Stück. Im Folgejahr löste das Modell Custom den Mainline ab.